# Persone di nome Bruno/Politici
| Questa pagina contiene informazioni ricavate automaticamente dalle voci biografiche con l'ausilio del template Bio e di un bot. L'aggiornamento è periodico e automatico e ricostruisce completamente la pagina. Se manca una persona in questa lista, sei pregato di non aggiungerla, ma accertati piuttosto che la sua voce biografica contenga il template Bio e che i dati anagrafici siano correttamente compilati. Se il template Bio manca, inseriscilo tu stesso o, in alternativa, metti l'avviso {{tmp\|Bio}} che ne segnala la mancanza. Se i dati riportati sono sbagliati, correggi direttamente la voce biografica; le modifiche saranno visibili in questa lista entro pochi giorni. Per chiarimenti vedi il progetto antroponimi. La lista contiene solo le 76 persone che sono citate nell'enciclopedia e per le quali è stato implementato correttamente il template Bio. Pagina aggiornata al 23 mar 2025. |

Questa è una lista di persone presenti nell'enciclopedia che hanno il nome Bruno e sono politici.

## A(4)
- Bruno Agen, politico italiano (La Spezia, n. 1903 - Imperia, † 1996)
- Bruno Alicata, politico italiano (Siracusa, n. 1956)
- Bruno Antonucci, politico italiano (Lequile, n. 1936 - Lecce, † 2014)
- Bruno Astorre, politico italiano (Roma, n. 1963 - Roma, † 2023)

## B(5)
- Bruno Benelli, politico italiano (Ravenna, n. 1922 - Bologna, † 1968)
- Bruno Blotto Baldo, politico e imprenditore italiano († 1989)
- Bruno Boissière, politico francese (Lione, n. 1956)
- Bruno Boni, politico e dirigente sportivo italiano (Brescia, n. 1918 - Brescia, † 1998)
- Bruno Bosco, politico italiano (San Nicola da Crissa, n. 1925 - † 1993)

## C(11)
- Bruno Cadetto, politico e partigiano italiano (Varmo, n. 1919 - Udine, † 2015)
- Bruno Calatroni, politico e partigiano italiano (n. 1905 - † 1966)
- Bruno Capponi, politico italiano (Terni, n. 1920 - Gualdo Tadino, † 1994)
- Bruno Carluccio, politico italiano (Ostuni, n. 1941)
- Bruno Castellarin, politico italiano (Verona, n. 1908 - † 1971)
- Bruno Cazzaro, politico italiano (Mira, n. 1950)
- Bruno Censore, politico italiano (Serra San Bruno, n. 1958)
- Bruno Cesario, politico italiano (Portici, n. 1966)
- Bruno Chimirri, politico italiano (Serra San Bruno, n. 1842 - Amato, † 1917)
- Bruno Corti, politico e sindacalista italiano (Villanuova sul Clisi, n. 1920 - Roma, † 2001)
- Bruno Covas, politico, avvocato e economista brasiliano (Santos, n. 1980 - San Paolo, † 2021)

## D(2)
- Bruno Dettori, politico italiano (Sassari, n. 1941 - Roma, † 2020)
- Bruno Di Masci, politico italiano (Milano, n. 1942)

## F(6)
- Bruno Fagnoul, politico e insegnante belga (Raeren, n. 1936 - † 2023)
- Bruno Fassina, politico italiano (Pavia, n. 1912 - † 1982)
- Bruno Ferrari, politico italiano (Cremona, n. 1936)
- Bruno Ferrero, politico italiano (Belluno, n. 1943 - Belluno, † 2006)
- Bruno Fortichiari, politico italiano (Luzzara, n. 1892 - Milano, † 1981)
- Bruno Fracchia, politico italiano (Alessandria, n. 1926 - Roma, † 2017)

## G(4)
- Bruno Gemelli, politico e militare italiano (Milano, n. 1895 - Bergamo, † 1967)
- Bruno Giordano, politico italiano (Aosta, n. 1954)
- Bruno Giust, politico e sindacalista italiano (Pordenone, n. 1925 - Pordenone, † 2009)
- Bruno Gombi, politico e partigiano italiano (Minerbio, n. 1916 - Cremona, † 2001)

## K(2)
- Bruno Kessler, politico italiano (Peio, n. 1924 - Trento, † 1991)
- Bruno Kreisky, politico austriaco (Vienna, n. 1911 - Vienna, † 1990)

## L(4)
- Bruno Landi, politico italiano (Capalbio, n. 1939)
- Bruno Lazzaro, politico italiano (Davoli, n. 1930 - † 2020)
- Bruno Le Maire, politico e scrittore francese (Neuilly-sur-Seine, n. 1969)
- Bruno Lepre, politico italiano (Ovaro, n. 1920 - Tolmezzo, † 2006)

## M(13)
- Bruno Maffi, politico e traduttore italiano (Torino, n. 1909 - Milano, † 2003)
- Bruno Magliocchetti, politico italiano (Isola del Liri, n. 1940)
- Bruno Magras, politico e imprenditore francese (Gustavia, n. 1951)
- Bruno Mancuso, politico italiano (Sant'Agata di Militello, n. 1955)
- Bruno Marengo, politico e scrittore italiano (Spotorno, n. 1943)
- Bruno Marton, politico italiano (Varedo, n. 1969)
- Bruno Marziano, politico italiano (Noto, n. 1952)
- Bruno Mellano, politico italiano (Fossano, n. 1966)
- Bruno Mendini, politico italiano (Cavalese, n. 1891 - Trento, † 1957)
- Bruno Milanesi, politico italiano (Livorno, n. 1918 - Napoli, † 2018)
- Bruno Molea, politico e dirigente sportivo italiano (Tripoli, n. 1955)
- Bruno Montefiori, politico italiano (La Spezia, n. 1941 - La Spezia, † 2021)
- Bruno Murgia, politico italiano (Nuoro, n. 1967)

## N(2)
- Bruno Napoli, politico italiano (Ardore, n. 1942 - Ardore, † 2010)
- Bruno Niccoli, politico italiano (Prato, n. 1926 - † 2007)

## O(1)
- Bruno Orsini, politico e medico italiano (Genova, n. 1929)

## P(3)
- Bruno Pellegrino, politico, giornalista e scrittore italiano (Amorosi, n. 1946)
- Bruno Pittermann, politico e insegnante austriaco (Vienna, n. 1905 - Vienna, † 1983)
- Bruno Piva, politico italiano (Rovigo, n. 1946)

## R(5)
- Bruno Randazzo, politico italiano (Aritzo, n. 1936 - Cagliari, † 2012)
- Bruno Retailleau, politico francese (Cholet, n. 1960)
- Bruno Rizzi, politico italiano (Poggio Rusco, n. 1901 - Bussolengo, † 1977)
- Bruno Rodríguez Parrilla, politico e diplomatico cubano (Città del Messico, n. 1958)
- Bruno Romano, politico italiano (Napoli, n. 1920 - † 1975)

## S(5)
- Bruno Sanguinetti, politico italiano (Genova, n. 1909 - Milano, † 1950)
- Bruno Sargentini, politico italiano (Piegaro, n. 1910 - † 1984)
- Bruno Simonucci, politico italiano (Umbertide, n. 1909 - † 1983)
- Bruno Solaroli, politico italiano (Imola, n. 1939 - Imola, † 2020)
- Bruno Stegagnini, politico e militare italiano (Roma, n. 1939)

## T(2)
- Bruno Tabacci, politico italiano (Quistello, n. 1946)
- Bruno Tshibala, politico della Repubblica Democratica del Congo (Lubumbashi, n. 1956)

## V(5)
- Bruno Valentini, politico italiano (Colle di Val d'Elsa, n. 1955)
- Bruno Vecchiarelli, politico italiano (Agnone, n. 1920 - Agnone, † 2005)
- Bruno Vincenzi, politico italiano (Quistello, n. 1923 - † 1995)
- Bruno Visentini, politico, avvocato e dirigente d'azienda italiano (Treviso, n. 1914 - Roma, † 1995)
- Bruno Viserta Costantini, politico italiano (Napoli, n. 1937)

## W(1)
- Bruno Walliser, politico svizzero (Volketswil, n. 1966)

## Z(1)
- Bruno Zambon, politico italiano (Susegana, n. 1946)